# Biblioteca Pública del Estado (Gijón)
La Biblioteca Pública "Jovellanos" es la Biblioteca Pública del Estado en Gijón cuya gestión fue transferida a la Comunidad Autónoma del Principado de Asturias en 1986.

## Historia
En su origen fue la biblioteca del instituto fundado por Jovellanos en Gijón en el año 1794 y en ella se conservaba su famosa colección de dibujos y su biblioteca personal. Desde su fundación, la Biblioteca ocupó el mismo edificio del Instituto, en la calle Jovellanos, y, desde 1858, tuvo además la consideración de biblioteca pública en virtud del Decreto de 17 de julio de ese año que desarrollaba la Ley Moyano si bien no contó con un bibliotecario del Cuerpo Facultativo de Archiveros y Bibliotecarios hasta 1897.
La Biblioteca permaneció en la calle de Jovellanos hasta el año 1932, momento en el que el, tras el Decreto del gobierno de la Segunda República Española por el que se disolvía la Compañía de Jesús, el Ayuntamiento de Gijón acuerda dedicar parte del incautado edificio del Colegio de la Inmaculada a Instituto-Escuela y trasladar allí al Instituto de Jovellanos. Cuatro años después, al inicio de la Guerra Civil en Asturias, la Biblioteca y sus ricos fondos bibliográficos desaparecieron el 21 de agosto de 1936 en el incendio del Cuartel del Simancas con el que compartía instalaciones. 
Terminada la guerra civil española en Asturias se vuelve a habilitar el edificio del Instituto de la calle de Jovellanos para la enseñanza y se reinstala allí la Biblioteca. Para su reconstrucción se utilizaron los fondos bibliográficos que, procedentes del extinto Ateneo Obrero de Gijón y de otras sociedades desaparecidas (tales como la Sociedad Cultura e Higiene de Cimadevilla o Los Muselinos), habían sido objeto de incautación y cedidas por la Junta Técnica del Estado. Con estos fondos y otros que se fueron añadiendo procedentes de colecciones particulares, donaciones y compras (del Ayuntamiento de Gijón y de la Junta de Intercambio y Adquisiciones de Libros y Revistas del Ministerio de Educación Nacional) se fue formando una valiosa colección que estuvo de nuevo a disposición del público a partir de 1939.
En estos primeros años de la posguerra la Biblioteca de Gijón conservó su doble carácter de biblioteca del Instituto y de biblioteca pública, pero, en 1943, después de un conflicto de competencias con la dirección del Instituto y con el Rector de la Universidad de Oviedo, la Biblioteca quedó definitivamente incorporada a las bibliotecas públicas del estado dependiendo para su funcionamiento del Centro Coordinador de Bibliotecas de Oviedo.
La Biblioteca, que desde 1938, ocupaba una parte del primer piso del Instituto de Jovellanos, tuvo a lo largo de los años diferentes reformas y ampliaciones. Una primera tuvo lugar en 1973 cuando se trasladó la sección de consulta y de publicaciones periódicas a la planta baja del mismo edificio. Más tarde, en 1977, se utilizó un pequeño edificio del Paseo de Begoña para instalar allí la sección infantil. Posteriores ampliaciones en la década de 1980 de los locales ocupados en el edificio del antiguo Instituto (que ya había mudado de sede en 1964) no fueron suficientes para atender las crecientes necesidades de los usuarios, cada vez más acuciantes por el aumento de la población estudiantil, a la vez que las instalaciones se habían vuelto obsoletas con el correr de los años.
Para solucionar este problema, el Ministerio de Cultura incluyó la Biblioteca de Gijón en el marco del I Plan de Inversiones en Bibliotecas Públicas del Estado y buscó nueva sede. El edificio elegido fue la antigua sucursal del Banco de España en Gijón, abandonada desde hacía unos años y en la misma calle de Jovellanos. Las obras de remodelación de la antigua sucursal se realizaron según proyecto de los arquitectos Manuel García y José Manuel Caicoya. Al respetarse el exterior del edificio del Banco, la Biblioteca conservó el aspecto monumental y macizo del edificio original, levantado entre 1944 y 1950 según un proyecto anterior de Luis Menéndez Pidal, sobre el solar que había ocupado hasta 1934 el Teatro Jovellanos. Se trata de una edificación cerrada, exenta, de planta rectangular, que destaca por su fachada principal a la calle de Jovellanos, con un pórtico de dos columnas jónicas de orden gigante y dos cuerpos laterales, cada uno con una gran hornacina con escultura. En las fachadas laterales y trasera, el alzado de la Biblioteca se estructura en tres cuerpos, el último ligeramente retranqueado sobre una poderosa cornisa. En conjunto, el exterior del edificio responde a un gusto clasicista y solemne reforzado por el uso de materiales nobles, como la caliza y la arenisca. El interior, en cambio, resulta más liviano y destaca por el gran patio central, cubierto por un lucernario que dota al edificio de una gran luminosidad.
La Biblioteca Pública "Jovellanos" se trasladó al nuevo edificio en 1991.

## Colecciones
La biblioteca albergaba a finales de 2014 más de 190.000 documentos en todo tipo de soportes, entre los que predominan las monografías (más de 160.000), pero también contaba con un buen número de publicaciones seriadas, grabaciones sonoras, vídeos, materiales cartográficos y, en menor medida, documentos electrónicos.
El fondo más actual se encuentra situado en las estanterías de libre acceso para su préstamo o consulta e intenta satisfacer los más variados intereses de información y ocio tanto de los lectores adultos como infantiles. Se renueva constantemente incorporando las novedades bibliográficas más relevantes y retirando aquellos títulos que han perdido interés o se encuentran deteriorados por el uso.
La colección de depósito es la más numerosa de la Biblioteca (unos 104.000 documentos). Está formada por obras que por su procedencia, antigüedad o contenido están excluidas del servicio de préstamo. Incluye algunos de los fondos más relevantes de la Biblioteca:
- Impresos antiguos. Son más de 3600 obras, en su mayoría de los siglos XVIII y XIX., reunidas en la Biblioteca en los primeros años de su reconstrucción tras la Guerra Civil. Por su antigüedad destacan los dos incunables de la colección: Opuscula sancti Bonaventure ordinis minorum de observantia cardinalis et doctoris eximii (Brescia, 1495) y Crónica del rey Don Pedro, del rey don Enrique y del rey don Juan, de Pedro López de Ayala (Sevilla, 1495). Publicaciones más modernas son las extraordinarias The natural history of Carolina, Florida and the Bahamas islands, de Mark Catesby (Londres, 1754) y el Diccionario histórico de los artes de la pesca nacional (Madrid, 1791).
- Biblioteca del Ateneo Obrero de Gijón. El Ateneo Obrero de Gijón fue la institución cultural más relevante de Gijón en el primer tercio del siglo XX y su biblioteca fue la mayor y la más representativa de todas las bibliotecas populares que vieron la luz en Asturias entre finales del siglo XIX y 1937. Acabada la Guerra Civil una parte importante de la biblioteca ateneista fue incorporada a la naciente Biblioteca Pública de Gijón conservándose todavía hoy unos 8.500 títulos.

- Biblioteca Asturiana del Colegio de la Inmaculada(Biblioteca Padre Patac). Esta colección es propiedad del Colegio de la Inmaculada (Gijón) y se encuentra en depósito en la Biblioteca “Jovellanos” desde 1991. Fue reunida a lo largo de muchos años por el jesuita José María Patac de las Traviesas (1911-2002), incansable bibliófilo y apasionado de la genealogía, las bibliotecas y los archivos. La Biblioteca Asturiana es una de las colecciones asturianistas más importantes que se conservan y está integrada por unos 30.000 documentos de todo tipo (monografías, materiales cartográficos, multitud de reproducciones de documentos procedentes de archivos públicos y privados, recortes de periódicos, etc.)

## Servicios
La Biblioteca proporciona los servicios propios de un centro de sus características: colecciones para el préstamo o la consulta en sala, información bibliográfica, acceso a Internet, préstamo interbibliotecario y servicio de reprografía. Regularmente organiza actividades de animación a la lectura para los usuarios más pequeños y de talleres de lectura para el público adulto.  

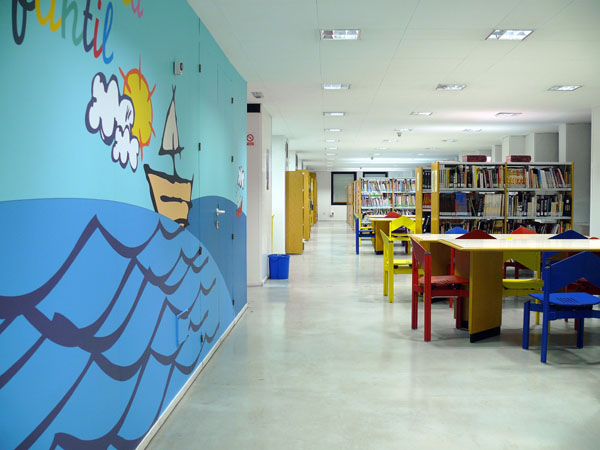
Biblioteca Pública "Jovellanos" (Gijón) - Sección infantil
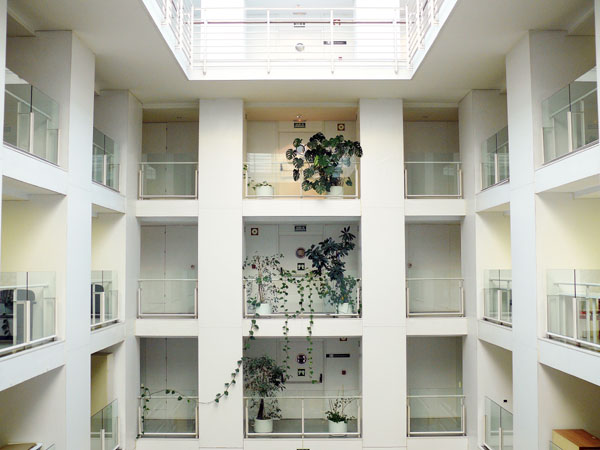
Biblioteca Pública "Jovellanos" (Gijón)
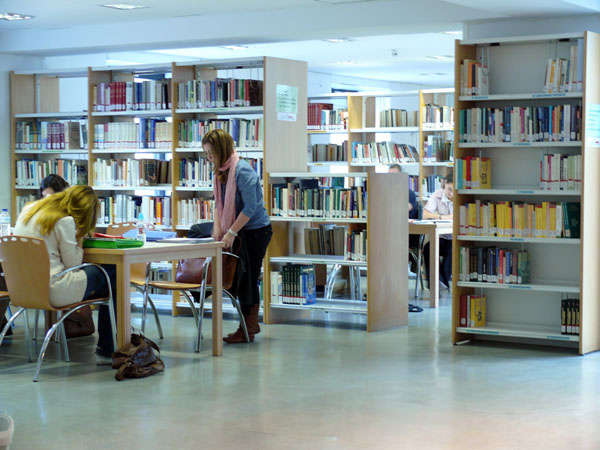
Biblioteca Pública "Jovellanos" (Gijón) -- Sala de ciencias sociales